# Bengalia floccosa
Bengalia floccosa este o specie de muște din genul Bengalia, familia Calliphoridae. A fost descrisă pentru prima dată de Wulp în anul 1884. Conform Catalogue of Life specia Bengalia floccosa nu are subspecii cunoscute.